# Джанлука Дзамбротта
Джанлу́ка Дзамбро́тта (італ. Gianluca Zambrotta, нар. 19 лютого 1977, Комо) — італійський футболіст і тренер. З 2017 року працює асистентом тренера у клубі «Цзянсу Сунін».

## Клубна кар'єра
Вихованець футбольної школи клубу «Комо». Дорослу футбольну кар'єру розпочав 1994 року в основній команді того ж клубу, в якій провів три сезони, взявши участь у 48 матчах чемпіонату.
Протягом 1997–1999 років захищав кольори команди клубу «Барі».
Своєю грою за останню команду привернув увагу представників тренерського штабу клубу «Ювентус», до складу якого приєднався 1999 року. Відіграв за «стару синьйору» наступні сім сезонів своєї ігрової кар'єри. Більшість часу, проведеного у складі «Ювентуса», був основним гравцем захисту команди. За цей час двічі виборював титул чемпіона Італії, володарем Суперкубка Італії з футболу (двічі).
Протягом 2006–2008 років захищав кольори команди іспанського клубу «Барселона».
До складу клубу «Мілан» приєднався 2008 року. Відіграв за «россо-нері» 85 матчів у національному чемпіонаті. У складі міланського клубу також ставав чемпіоном Італії.
2013 року досвідчений захисник приєднався до швейцарського «К'яссо», в якому того ж року завершив професійну ігрову кар'єру.

## Виступи за збірні
У 1998–2000 роках залучався до складу молодіжної збірної Італії. На молодіжному рівні зіграв у 13 офіційних матчах, забив 1 гол.
1999 року дебютував в офіційних матчах у складі національної збірної Італії. Провів у формі головної команди країни 98 матчів і забив два голи.
У складі збірної був учасником чемпіонату Європи 2000 року у Бельгії та Нідерландах, де разом з командою здобув «срібло», чемпіонату світу 2002 року в Японії і Південній Кореї, чемпіонату Європи 2004 року у Португалії, чемпіонату світу 2006 року у Німеччині, здобувши того року титул чемпіона світу, чемпіонату Європи 2008 року в Австрії та Швейцарії, чемпіонату світу 2010 року у ПАР.

## Тренерська робота
В швейцарському «К'яссо», до якого перейшов 2013 року, суміщав виступи на футбольному полі з роботою у тренерському штабі клубу. Пізніше того ж року став головним тренером «К'яссо».

## Особисте життя
Джанлука Дзамбротта одружений з неаполітанською моделлю Валентіною Ліґворі. Її кузина Сімона одружена з колишнім італійським футболістом Мауро Брессаном.

## Нагороди
- Кавалер ордена «За заслуги перед Італійською Республікою» (2000)[2]
- Золотий нашийний ланцюг за спортивні заслуги (2006)[3]
- Офіцер ордена «За заслуги перед Італійською Республікою» (2006)[4]

| Дата       | Місто          | Господарі            | Результат             | Гості          | Турнір                | Голи | Примітки       |
| ---------- | -------------- | -------------------- | --------------------- | -------------- | --------------------- | ---- | -------------- |
| 10/02/1999 | Піза           | Італія               | 0 – 0                 | Норвегія       | товариський матч      | -    |                |
| 28/04/1999 | Загреб         | Хорватія             | 0 – 0                 | Італія         | товариський матч      | -    |                |
| 09/10/1999 | Мінськ         | Білорусь             | 0 – 0                 | Італія         | Відбір до ЧЄ 2000     | -    |                |
| 29/03/2000 | Барселона      | Іспанія              | 2 – 0                 | Італія         | товариський матч      | -    |                |
| 26/04/2000 | Реджо-Калабрія | Італія               | 2 – 0                 | Португалія     | товариський матч      | -    |                |
| 03/06/2000 | Осло           | Норвегія             | 1 – 0                 | Італія         | товариський матч      | -    |                |
| 11/06/2000 | Арнем          | Туреччина            | 1 – 2                 | Італія         | ЧЄ 2000 - 1-й етап    | -    |                |
| 14/06/2000 | Брюссель       | Італія               | 2 – 0                 | Бельгія        | ЧЄ 2000 - 1-й етап    | -    |                |
| 24/06/2000 | Брюссель       | Італія               | 2 – 0                 | Румунія        | ЧЄ 2000 - чвертьфінал | -    |                |
| 29/06/2000 | Амстердам      | Італія               | 0 – 0 д.ч. (3-1 п.п.) | Нідерланди     | ЧЄ 2000 - півфінал    | -    |                |
| 03/09/2000 | Будапешт       | Угорщина             | 2 – 2                 | Італія         | Відбір до ЧС 2002     | -    |                |
| 24/03/2001 | Бухарест       | Румунія              | 0 – 2                 | Італія         | Відбір до ЧС 2002     | -    |                |
| 28/03/2001 | Трієст         | Італія               | 4 – 0                 | Литва          | Відбір до ЧС 2002     | -    |                |
| 25/04/2001 | Перуджа        | Італія               | 1 – 0                 | ПАР            | товариський матч      | -    |                |
| 02/06/2001 | Тбілісі        | Грузія               | 1 – 2                 | Італія         | Відбір до ЧС 2002     | -    |                |
| 01/09/2001 | Каунас         | Литва                | 0 – 0                 | Італія         | Відбір до ЧС 2002     | -    |                |
| 05/09/2001 | П'яченца       | Італія               | 1 – 0                 | Марокко        | товариський матч      | -    |                |
| 06/10/2001 | Парма          | Італія               | 1 – 0                 | Угорщина       | Відбір до ЧС 2002     | -    |                |
| 07/11/2001 | Сайтама        | Японія               | 1 – 1                 | Італія         | товариський матч      | -    |                |
| 13/02/2002 | Катанія        | Італія               | 1 – 0                 | США            | товариський матч      | -    |                |
| 27/03/2002 | Лідс           | Англія               | 1 – 2                 | Італія         | товариський матч      | -    |                |
| 17/04/2002 | Мілан          | Італія               | 1 – 1                 | Уругвай        | товариський матч      | -    |                |
| 18/05/2002 | Прага          | Чехія                | 1 – 0                 | Італія         | товариський матч      | -    |                |
| 03/06/2002 | Саппоро        | Італія               | 2 – 0                 | Еквадор        | ЧС 2002 - 1-й етап    | -    |                |
| 08/06/2002 | Касіма         | Італія               | 1 – 2                 | Хорватія       | ЧС 2002 - 1-й етап    | -    |                |
| 13/06/2002 | Ойта           | Італія               | 1 – 1                 | Мексика        | ЧС 2002 - 1-й етап    | -    |                |
| 18/06/2002 | Теджон         | Італія               | 1 – 2                 | Південна Корея | ЧС 2002 - 1/8 фіналу  | -    |                |
| 12/02/2003 | Генуя          | Італія               | 1 – 0                 | Португалія     | товариський матч      | -    |                |
| 29/03/2003 | Палермо        | Італія               | 2 – 0                 | Фінляндія      | Відбір до ЧЄ 2004     | -    |                |
| 11/06/2003 | Гельсінкі      | Фінляндія            | 0 – 2                 | Італія         | Відбір до ЧЄ 2004     | -    |                |
| 20/08/2003 | Штутгарт       | Німеччина            | 0 – 1                 | Італія         | товариський матч      | -    |                |
| 06/09/2003 | Мілан          | Італія               | 4 – 0                 | Уельс          | Відбір до ЧЄ 2004     | -    |                |
| 10/09/2003 | Белград        | Сербія та Чорногорія | 1 – 1                 | Італія         | Відбір до ЧЄ 2004     | -    |                |
| 11/10/2003 | Реджо-Калабрія | Італія               | 4 – 0                 | Азербайджан    | Відбір до ЧЄ 2004     | -    |                |
| 16/11/2003 | Анкона         | Італія               | 1 – 0                 | Румунія        | товариський матч      | -    |                |
| 28/04/2004 | Генуя          | Італія               | 1 – 1                 | Іспанія        | товариський матч      | -    |                |
| 30/05/2004 | Туніс (місто)  | Туніс                | 0 – 4                 | Італія         | товариський матч      | 1    |                |
| 14/06/2004 | Гімарайш       | Данія                | 0 – 0                 | Італія         | ЧЄ 2004 - 1-й етап    | -    |                |
| 18/06/2004 | Порту          | Італія               | 1 – 1                 | Швеція         | ЧЄ 2004 - 1-й етап    | -    |                |
| 22/06/2004 | Гімарайш       | Італія               | 2 – 1                 | Болгарія       | ЧЄ 2004 - 1-й етап    | -    |                |
| 18/08/2004 | Рейк'явік      | Ісландія             | 2 – 0                 | Італія         | товариський матч      | -    |                |
| 04/09/2004 | Палермо        | Італія               | 2 – 1                 | Норвегія       | Відбір до ЧС 2006     | -    |                |
| 08/09/2004 | Кишинів        | Молдова              | 0 – 1                 | Італія         | Відбір до ЧС 2006     | -    |                |
| 09/10/2004 | Цельє          | Словенія             | 1 – 0                 | Італія         | Відбір до ЧС 2006     | -    |                |
| 13/10/2004 | Парма          | Італія               | 4 – 3                 | Білорусь       | Відбір до ЧС 2006     | -    |                |
| 04/06/2005 | Осло           | Норвегія             | 0 – 0                 | Італія         | Відбір до ЧС 2006     | -    |                |
| 17/08/2005 | Дублін         | Ірландія             | 1 – 2                 | Італія         | товариський матч      | -    |                |
| 03/09/2005 | Глазго         | Шотландія            | 1 – 1                 | Італія         | Відбір до ЧС 2006     | -    |                |
| 08/10/2005 | Палермо        | Італія               | 1 – 0                 | Словенія       | Відбір до ЧС 2006     | -    |                |
| 12/10/2005 | Лечче          | Італія               | 2 – 1                 | Молдова        | Відбір до ЧС 2006     | -    |                |
| 12/11/2005 | Амстердам      | Нідерланди           | 1 – 3                 | Італія         | товариський матч      | -    |                |
| 16/11/2005 | Женева         | Італія               | 1 – 1                 | Кот-д'Івуар    | товариський матч      | -    |                |
| 17/06/2006 | Кайзерслаутерн | Італія               | 1 – 1                 | США            | ЧС 2006 - 1-й етап    | -    |                |
| 22/06/2006 | Гамбург        | Чехія                | 0 – 2                 | Італія         | ЧС 2006 - 1-й етап    | -    |                |
| 26/06/2006 | Кайзерслаутерн | Італія               | 1 – 0                 | Австралія      | ЧС 2006 - 1/8 фіналу  | -    |                |
| 30/06/2006 | Гамбург        | Італія               | 3 – 0                 | Україна        | ЧС 2006 - чвертьфінал | 1    |                |
| 04/07/2006 | Дортмунд       | Німеччина            | 0 – 2 д.ч.            | Італія         | ЧС 2006 - півфінал    | -    |                |
| 09/07/2006 | Берлін         | Італія               | 1 – 1 д.ч. (5-3 п.п.) | Франція        | ЧС 2006 - Фінал       | -    | Чемпіони світу |
| 06/09/2006 | Париж          | Франція              | 3 – 1                 | Італія         | Відбір до ЧЄ 2008     | -    |                |
| 07/10/2006 | Рим            | Італія               | 2 – 0                 | Україна        | Відбір до ЧЄ 2008     | -    |                |
| 11/10/2006 | Тбілісі        | Грузія               | 1 – 3                 | Італія         | Відбір до ЧЄ 2008     | -    |                |
| 15/11/2006 | Бергамо        | Італія               | 1 – 1                 | Туреччина      | товариський матч      | -    |                |
| 28/03/2007 | Барі           | Італія               | 2 – 0                 | Шотландія      | Відбір до ЧЄ 2008     | -    |                |
| 06/06/2007 | Каунас         | Литва                | 0 – 2                 | Італія         | Відбір до ЧЄ 2008     | -    |                |
| 22/08/2007 | Будапешт       | Угорщина             | 3 – 1                 | Італія         | товариський матч      | -    |                |
| 08/09/2007 | Мілан          | Італія               | 0 – 0                 | Франція        | Відбір до ЧЄ 2008     | -    |                |
| 12/09/2007 | Київ           | Україна              | 1 – 2                 | Італія         | Відбір до ЧЄ 2008     | -    |                |
| 17/11/2007 | Глазго         | Шотландія            | 1 – 2                 | Італія         | Відбір до ЧЄ 2008     | -    |                |
| 06/02/2008 | Цюрих          | Італія               | 3 – 1                 | Португалія     | товариський матч      | -    |                |
| 26/03/2008 | Ельче          | Іспанія              | 1 – 0                 | Італія         | товариський матч      | -    |                |
| 30/05/2008 | Флоренція      | Італія               | 3 – 1                 | Бельгія        | товариський матч      | -    |                |
| 09/06/2008 | Берн           | Нідерланди           | 3 – 0                 | Італія         | ЧЄ 2008 - 1-й етап    | -    |                |
| 13/06/2008 | Цюрих          | Італія               | 1 – 1                 | Румунія        | ЧЄ 2008 - 1-й етап    | -    |                |
| 17/06/2008 | Цюрих          | Франція              | 0 – 2                 | Італія         | ЧЄ 2008 - 1-й етап    | -    |                |
| 22/06/2008 | Відень         | Іспанія              | 0 – 0 д.ч. (4-2 п.п.) | Італія         | ЧЄ 2008 - чвертьфінал | -    |                |
| 20/08/2008 | Ніцца          | Італія               | 2 – 2                 | Австрія        | товариський матч      | -    |                |
| 06/09/2008 | Ларнака        | Кіпр                 | 1 – 2                 | Італія         | Відбір до ЧС 2010     | -    |                |
| 10/09/2008 | Удіне          | Італія               | 2 – 0                 | Грузія         | Відбір до ЧС 2010     | -    |                |
| 11/10/2008 | Софія (місто)  | Болгарія             | 0 – 0                 | Італія         | Відбір до ЧС 2010     | -    |                |
| 15/10/2008 | Лечче          | Італія               | 2 – 1                 | Чорногорія     | Відбір до ЧС 2010     | -    |                |
| 10/02/2009 | Лондон         | Бразилія             | 2 – 0                 | Італія         | товариський матч      | -    |                |
| 28/03/2009 | Подгориця      | Чорногорія           | 0 – 2                 | Італія         | Відбір до ЧС 2010     | -    |                |
| 01/04/2009 | Барі           | Італія               | 1 – 1                 | Ірландія       | Відбір до ЧС 2010     | -    |                |
| 10/06/2009 | Преторія       | Італія               | 4 – 3                 | Нова Зеландія  | товариський матч      | -    |                |
| 15/06/2009 | Преторія       | США                  | 1 – 3                 | Італія         | Кубок Конфедерацій    | -    |                |
| 18/06/2009 | Йоганнесбург   | Єгипет               | 1 – 0                 | Італія         | Кубок Конфедерацій    | -    |                |
| 21/06/2009 | Преторія       | Італія               | 0 – 3                 | Бразилія       | Кубок Конфедерацій    | -    |                |
| 12/08/2009 | Базель         | Швейцарія            | 0 – 0                 | Італія         | товариський матч      | -    |                |
| 05/09/2009 | Тбілісі        | Грузія               | 0 – 2                 | Італія         | Відбір до ЧС 2010     | -    |                |
| 09/09/2009 | Турин          | Італія               | 2 – 0                 | Болгарія       | Відбір до ЧС 2010     | -    |                |
| 10/10/2009 | Дублін         | Ірландія             | 2 – 2                 | Італія         | Відбір до ЧС 2010     | -    |                |
| 14/11/2009 | Пескара        | Італія               | 0 – 0                 | Нідерланди     | товариський матч      | -    |                |
| 03/06/2010 | Брюссель       | Італія               | 1 – 2                 | Мексика        | товариський матч      | -    |                |
| 05/06/2010 | Женева         | Швейцарія            | 1 – 1                 | Італія         | товариський матч      | -    | кап.           |
| 14/06/2010 | Кейптаун       | Італія               | 1 – 1                 | Парагвай       | ЧС 2010 - 1-й етап    | -    |                |
| 20/06/2010 | Мбомбела       | Італія               | 1 – 1                 | Нова Зеландія  | ЧС 2010 - 1-й етап    | -    |                |
| 24/06/2010 | Йоганнесбург   | Словаччина           | 3 – 2                 | Італія         | ЧС 2010 - 1-й етап    | -    |                |
| 12/10/2010 | Генуя          | Італія               | 3 – 0                 | Сербія         | Відбір до ЧЄ 2012     | -    | кап.           |
| Усього     |                | Матчів (5 місце)     | 98                    |                | Голів                 | 2    |                |

## Титули і досягнення

### Командні
- Чемпіон Італії (3):

«Ювентус»: 2001-02, 2002-03
«Мілан»: 2010-11
- Чемпіон Італії (скасовано):

«Ювентус»: 2004-05
- Володар Суперкубка Італії з футболу (3):

«Ювентус»: 2002, 2003
«Мілан»: 2011
- Володар Суперкубка Іспанії з футболу (1):

«Барселона»: 2006
- Володар Кубка Інтертото (1):

«Ювентус»: 1999
- Чемпіон світу (1): 2006
- Віце-чемпіон Європи: 2000

### Особисті
- Включений до символічної збірної чемпіонату світу:

2006